# Copa Intercontinental d'hoquei sobre patins masculina
|  | Aquest article és sobre la competició masculina. Per a la competició femenina, vegeu Copa Intercontinental d'hoquei sobre patins femenina |

La Copa Intercontinental d'hoquei sobre patins (en anglès: Intercontinental Cup) és una competició esportiva de clubs d'hoquei sobre patins, creat l'any 1983. Organitzada pel World Skate Rink Hockey, s'ha celebrat de forma irregular tot i que els darrers anys s'ha anat celebrant de forma anual. El format de la competició ha tingut diverses modificacions, lligueta, final a doble partit o a partit únic. Actualment, es disputa en format de final a quatre en una seu neutral, on hi participen el campió i subcampió de la Lliga europa i campió i subcampió de la Copa Amèrica.
S'inicià la temporada 1983-1984 amb el format de lligueta entre els millors clubs d'Europa i d'Amèrica; la segona edició fou el 1985 però els clubs europeus més importants no hi van participar. L'any 1986 va passar al format de final a doble partit, o de vegades a partit únic. L'edició del 2004, per exemple, es va disputar a Galícia sota la denominació de Trofeo Xacobeo 2004.
A partir de l'any 2006 es va crear una nova competició anomenada Campionat del Món de clubs d'hoquei patins. Aquesta competició es va disputar a Luanda (Angola) i va recuperar el format de les dues premeres edicions de la Copa Intercontinental, una lligueta entre 12 equips d'Àfrica, Amèrica i Europa. La segona edició d'aquesta competició es disputà a Reus el 2008.
L'edició del 2018 seria el punt culminant d'aquesta competició. En aquella edició es va realitzar una final a quatre amb els finalistes de les competicions de clubs més importants d'Europa i Sud-amèrica a la mítica pista argentina del Poliesportiu Aldo Cantoni. Posteriorment, no es disputaria ni al 2019 ni al 2020 i les edicions de 2022 i 2023 solament comptarien amb participants europeus.

## Historial
| En negreta = Equip guanyador (1) = Nombre de campionats 1-1 = Marcador campió-subcampió (pro.) = Pròrroga (pen.) = Penals Nota. Noms dels equips segons l'època |

| Edició                             | Temp.   | Data       | Campió               | Resultat        | Subcampió           | Seu                                     | refs          |
| ---------------------------------- | ------- | ---------- | -------------------- | --------------- | ------------------- | --------------------------------------- | ------------- |
| I                                  | 1982-83 | N/D        | FC Barcelona (1)     | lligueta        | FC Porto            | Sertãozinho                             | [ 3 ]         |
| no oficial                         | 1984-85 | N/D        | Sertãozinho HC       | lligueta        | Internacional       | Sertãozinho                             | [ 4 ]         |
| II                                 | 1985-86 | 23-08-1985 | UV Trinidad (1)      | 5-3 / 4-5       | FC Barcelona        | Pavelló Aldo Cantoni, San Juan          | [ 5 ]         |
| no es disputà la temporada 1986-87 |         |            |                      |                 |                     |                                         |               |
| III                                | 1987-88 | N/D        | HC Liceo (1)         | 7-3 / 2-17      | Concepción PC       | Pazo dos Deportes de Riazor, La Corunya | [ 6 ]         |
| IV                                 | 1988-89 | N/D        | HC Liceo (2)         | 11-4 / 2-8      | CDU Estudiantil     | Pazo dos Deportes de Riazor, La Corunya | [ 7 ]         |
| no es disputà entre 1990 i 1991    |         |            |                      |                 |                     |                                         |               |
| V                                  | 1991-92 | N/D        | OC Barcelos (1)      | 2-1 / 7–3       | Sertãozinho HC      | Sertãozinho                             | [ 8 ]         |
| VI                                 | 1992-93 | N/D        | HC Liceo (3)         | 7–5 / 11-3      | CDU Estudiantil     | La Corunya                              | [ 9 ]         |
| no es disputà entre 1994 i 1996    |         |            |                      |                 |                     |                                         |               |
| VII                                | 1997-98 | 03-05-1998 | FC Barcelona (2)     | 13-1            | UV Trinidad         | Palau Blaugrana, Barcelona              | [ 10 ]        |
| no es disputà entre 1999 i 2002    |         |            |                      |                 |                     |                                         |               |
| VIII                               | 2003-04 | N/D        | HC Liceo (4)         | 9-1 / 2-10      | CDU Estudiantil     | Santiago de Compostel·la / La Corunya   | [ 11 ]        |
| no es disputà la temporada 2004-05 |         |            |                      |                 |                     |                                         |               |
| IX                                 | 2005-06 | 01-04-2006 | FC Barcelona (3)     | 8-3             | Olimpia PC          | Alcoi                                   | [ 12 ]        |
| X                                  | 2006-07 | 24-03-2007 | Follonica Hockey (1) | 4-2             | Concepción PC       | Pista Armeni, Follonica                 | [ 13 ]        |
| no es disputà la temporada 2007-08 |         |            |                      |                 |                     |                                         |               |
| XI                                 | 2008-09 | 29-09-2008 | FC Barcelona (4)     | 3-1             | Concepción PC       | Molins de Rei                           | [ 14 ]        |
| XII                                | 2009-10 | 21-03-2010 | Reus Deportiu (1)    | 4-1             | Club Petroleros YPF | Pavelló Olímpic de Reus                 | [ 15 ]        |
| no es disputà entre 2011 i 2012    |         |            |                      |                 |                     |                                         |               |
| XIII                               | 2012-13 | 13-11-2012 | HC Liceo (5)         | 6-4             | CA Huracán          | Pazo dos Deportes de Riazor, La Corunya | [ 16 ]        |
| XIV                                | 2013-14 | 16-11-2013 | SL Benfica (1)       | 10-3            | Sport Recife        | Palácio dos Desportos Torres Novas      | [ 17 ]        |
| XV                                 | 2014-15 | 10-10-2014 | FC Barcelona (5)     | 6-2             | Club Petroleros YPF | Palau Blaugrana, Barcelona              | [ 18 ]        |
| XVI                                | 2015-16 | 29-12-2016 | CP Vic               | 5-1             | CA Huracán          | Vic                                     | [ 19 ]        |
| no es disputà la temporada 2016-17 |         |            |                      |                 |                     |                                         |               |
| XVII                               | 2017-18 | 16-12-2017 | SL Benfica (2)       | 5-3             | Reus Deportiu       | Pavelló Olímpic de Reus                 | [ 20 ]        |
| XVIII                              | 2018-19 | 16-12-2018 | FC Barcelona (6)     | 5-4 (prò.)      | FC Porto            | Pavelló Aldo Cantoni, San Juan          | [ 21 ]        |
| no es disputà entre 2019 i 2020    |         |            |                      |                 |                     |                                         |               |
| XIX                                | 2021-22 | N/D        | FC Porto (1)         | 6-3 / 5-6       | Sporting CP         | Porto / Lisboa                          | [ 22 ] [ 23 ] |
| XX                                 | 2022-23 | 17-06-2023 | GSH Trissino (1)     | 3-3 (3-1, pen.) | AD Valongo          | Valongo                                 | [ 24 ]        |
| XXI                                | 2023-24 | 18-02-2024 | FC Barcelona (7)     | 6-3 (prò.)      | FC Porto            | Pavelló Aldo Cantoni, San Juan          | [ 25 ]        |

## Palmarès
| Equip                            | Campió | Subcampió | Finals | Anys campió                                                   | Anys subcampió            |
| -------------------------------- | ------ | --------- | ------ | ------------------------------------------------------------- | ------------------------- |
| Futbol Club Barcelona            | 7      | 1         | 8      | 1982-83, 1997-98, 2005-06, 2008-09, 2014-15, 2018-19, 2023-24 | 1985-86                   |
| Hockey Club Liceo                | 5      | 0         | 5      | 1987-88, 1988-89, 1992-93, 2003-04, 2012-13                   | —                         |
| Sport Lisboa e Benfica           | 2      | 0         | 2      | 2013-14, 2017-18                                              | —                         |
| Futebol Clube do Porto           | 1      | 3         | 4      | 2021-22                                                       | 1982-83, 2018-19, 2023-24 |
| Unión Vecinal de Trinidad        | 1      | 1         | 2      | 1985-86                                                       | 1997-98                   |
| Reus Deportiu                    | 1      | 1         | 2      | 2009-10                                                       | 2017-18                   |
| Óquei Clube de Barcelos          | 1      | 0         | 1      | 1991-92                                                       | —                         |
| Follonica Hockey                 | 1      | 0         | 1      | 2006-07                                                       | —                         |
| Club Patí Vic                    | 1      | 0         | 1      | 2015-16                                                       | —                         |
| GSH Trissino                     | 1      | 0         | 1      | 2022-23                                                       | —                         |
| Club Deportivo Unión Estudiantil | 0      | 3         | 3      | —                                                             | 1988-89, 1992-93, 2003-04 |
| Concepción Patín Club            | 0      | 3         | 3      | —                                                             | 1987-88, 2006-07, 2008-09 |
| Club Petroleros YPF              | 0      | 2         | 2      | —                                                             | 2009-10, 2014-15          |
| Club Atlético Huracán            | 0      | 2         | 2      | —                                                             | 2012-13, 2015-16          |
| Sertãozinho Hóquei Clube         | 0      | 1         | 1      | —                                                             | 1991-92                   |
| Olímpia Patín Club               | 0      | 1         | 1      | —                                                             | 2005-06                   |
| Sport Club do Recife             | 0      | 1         | 1      | —                                                             | 2013-14                   |
| AD Valongo                       | 0      | 1         | 1      | —                                                             | 2022-23                   |